# Deer Lake Airport
Deer Lake Airport är en flygplats i Kanada.   Den ligger i provinsen Ontario, i den sydöstra delen av landet, 1 600 km nordväst om huvudstaden Ottawa. Deer Lake Airport ligger 330 meter över havet.
Terrängen runt Deer Lake Airport är platt. Trakten runt Deer Lake Airport är nära nog obefolkad, med mindre än två invånare per kvadratkilometer..
I omgivningarna runt Deer Lake Airport växer i huvudsak barrskog.